# Doug McClure
Douglas Osborne McClure (* 11. Mai 1935 in Glendale, Kalifornien; † 5. Februar 1995 in Sherman Oaks, Kalifornien) war ein US-amerikanischer Schauspieler. Sein filmisches Schaffen umfasst mehr als 100 Film- und Fernsehproduktionen, darunter Hauptrollen in den Serien Die Leute von der Shiloh Ranch und Mein Vater ist ein Außerirdischer sowie in diversen B-Movies.

## Leben

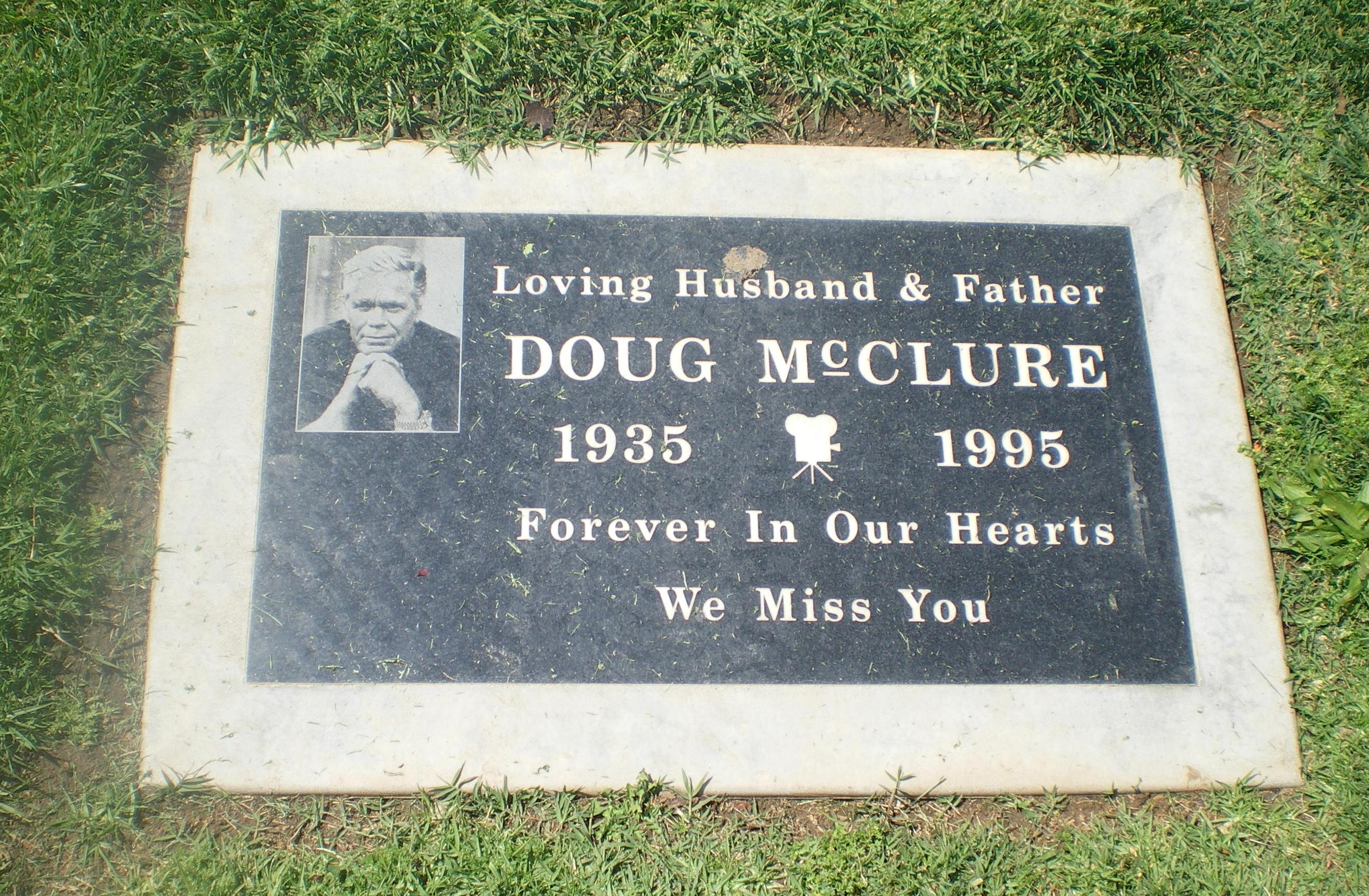
McClures Grab auf dem Woodlawn Cemetery in Santa Monica

McClure war der Sohn von Donald Reed McClure und dessen Frau Clara Haser Clapp. Er begann seine Filmkarriere im Jahr 1956 mit anfangs kleinen Film- und Fernsehrollen. 1960 hatte er erstmals größere Fernsehrollen in den Serien Overland Trail und Checkmate
Ab 1962 wurde McClure vor allem durch seine Rolle als Cowboy Trampas in der Westernserie Die Leute von der Shiloh-Ranch bekannt. Diese Rolle spielte er insgesamt neun Jahre auf den Fernsehbildschirmen sowie in mehreren Kinofilmen, die auf der erfolgreichen Serie basierten. In den 1970er Jahren wirkte er auch in der Serie Roots mit. Sein erfolgreichster und bekanntester Kinofilm war der Western Der Mann vom großen Fluß aus dem Jahr 1965, in dem er den Schwiegersohn von James Stewart spielte.
In den 1970er-Jahren sah man McClure mit Hauptrollen oder größeren Nebenrollen in Fantasyfilmen wie Caprona – Das vergessene Land, Der sechste Kontinent, Caprona – Die Rückkehr der Dinosaurier, Tauchfahrt des Schreckens. Der Durchbruch zu einem großen Kinostar gelang ihm allerdings niemals und sein Wirken blieb in der Regel auf B-Filme beschränkt. In den 1980er-Jahren kam McClure nur noch selten zu Kinorollen, stattdessen wirkte er als Gaststar an bekannten Serien wie Magnum, Airwolf, Agentin mit Herz und Mord ist ihr Hobby mit.
Zwischen 1987 und 1991 verkörperte McClure in der Serie Mein Vater ist ein Außerirdischer den abgehalfterten Schauspieler Kyle X. Applegate, Polizeichef und zuvor Bürgermeister der kalifornischen Kleinstadt Marlowe. Diese Rolle war eine Parodie, sowohl auf ihn selbst mit seiner Vergangenheit als Westernschauspieler als auch auf den damaligen Präsidenten Ronald Reagan, der ebenfalls zunächst Schauspieler war, bevor er in die Politik einstieg. Deutlich wird dies auch dadurch, dass im Vorspann ein Hinweisschild zu sehen ist, das auf die Nähe zu Carmel hinweist, wo Clint Eastwood Bürgermeister war.
Die Figur Troy McClure in der Zeichentrickserie Die Simpsons basiert teilweise auf Doug McClure. Neben ihm stand auch Troy Donahue Pate, beide Schauspieler waren wie die Figur Troy McClure vor allem als B-Movie- oder TV-Schauspieler aus Hollywoods zweiter Garde bekannt.
Doug McClure starb 1995 an Lungenkrebs, nachdem er ein Jahr zuvor noch in mehreren Rollen zu sehen gewesen war. Er wurde auf dem Woodlawn Memorial Cemetery in Santa Monica, Kalifornien beigesetzt. Seine 1958 geborene Tochter Tané McClure ist ebenfalls als Schauspielerin tätig.

## Filmografie (Auswahl)
- 1956: Lockende Versuchung (Friendly Persuasion)
- 1957: Im Wilden Westen (Death Valley Days, Fernsehserie, 2 Folgen)
- 1957: Maverick (Fernsehserie, Folge 1x10)
- 1957: Duell im Atlantik (The Enemy Below)
- 1958: South Pacific
- 1958–1959: 26 Men (Fernsehserie, 3 Folgen)
- 1959: April entdeckt die Männer (Gidget)
- 1959: Über den Gassen von Nizza (The Man Who Understood Women)
- 1959: Twilight Zone (The Twilight Zone, Fernsehserie, Folge 1x03)
- 1960: Denen man nicht vergibt (The Unforgiven)
- 1960: Because They're Young
- 1960: Overland Trail (Fernsehserie, 17 Folgen)
- 1960–1962: Checkmate (Fernsehserie, 50 Folgen)
- 1962–1971: Die Leute von der Shiloh Ranch (The Virginian, Fernsehserie, 249 Folgen)
- 1964: Ein tollkühner Draufgänger (The Lively Set)
- 1965: Der Mann vom großen Fluß (Shenandoah)
- 1966: Drei Fremdenlegionäre (Beau Geste)
- 1967: Die längsten hundert Meilen (The Longest Hundred Miles, Fernsehfilm)
- 1967: Der Pirat des Königs (The King’s Pirate)
- 1968: Ihr Auftritt, Al Mundy (It Takes a Thief, Fernsehserie, Folge 1x01)
- 1968: Nobody's Perfect
- 1970: Ein Sheriff in New York (McCloud, Fernsehserie, Folge 1x03)
- 1971: Panik in den Wolken (Terror in the Sky, Fernsehfilm)
- 1971: Ein tödlicher Fehler (The Death of Me Yet, Fernsehfilm)
- 1972–1973: Search (Fernsehserie, 25 Folgen)
- 1973: Die blutigen Geier von Alaska
- 1974: Caprona – Das vergessene Land (The Land That Time Forgot)
- 1975: Satan's Triangle (Devil's Triangle)
- 1975–1976: Die Küste der Ganoven (Barbary Coast, Fernsehserie, 13 Folgen)
- 1976: Der sechste Kontinent (At the Earth’s Core)
- 1977: Roots (Miniserie, Folge 1x07)
- 1977: Todesflug (SST: Death Flight, Fernsehfilm)
- 1977: Caprona 2. Teil (The People That Time Forgot)
- 1978: Tauchfahrt des Schreckens (Warlords of Atlantis)
- 1980: Das Grauen aus der Tiefe (Humanoids from the Deep)
- 1981: Höllenhunde des Highways (Firebird 2015 AD)
- 1982: CHiPs (Fernsehserie, Folge 5x16 Der Wettbewerb der Bands)
- 1982: Das Haus der Verdammten (The House Where Evil Dwells)
- 1982/1984: Fantasy Island (Fernsehserie, 2 Folgen)
- 1982–1985: Ein Colt für alle Fälle (The Fall Guy, Fernsehserie, 5 Folgen)
- 1983: Ein Fall für Professor Chase (Manimal, Fernsehserie, Folge 1x03)
- 1983: Automan (Fernsehserie, Folge 1x01 Befreiung aus dem Paradies)
- 1984: Agentin mit Herz (Scarecrow and Mrs. King, Fernsehserie, Folge 1x11)
- 1984: Hardcastle & McCormick (Hardcastle and McCormick, Fernsehserie, Folge 1x17)
- 1984: Simon & Simon (Fernsehserie, Folge 3x20)
- 1984: Der Ninja-Meister (The Master, Fernsehserie, Folge 1x11)
- 1984: Auf dem Highway ist wieder die Hölle los (Cannonball Run II)
- 1984: Mode, Models und Intrigen (Cover Up, Fernsehserie, Pilotfolge)
- 1985: Magnum (Magnum, P.I., Fernsehserie, Folge 6x07 Wildwest unter Palmen)
- 1985: Airwolf (Fernsehserie, Folge 3x12)
- 1986: Die Fälle des Harry Fox (Crazy like a Fox, Fernsehserie, Folge 2x18)
- 1986: 52 Pick-Up
- 1987: Mord ist ihr Hobby (Murder, She Wrote, Fernsehserie, 2 Folgen)
- 1987–1991: Mein Vater ist ein Außerirdischer (Out of This World, Fernsehserie, 50 Folgen)
- 1988: Tapeheads – Verrückt auf Video (Tapeheads)
- 1988: Das Kansas-Komplott (Dark Before Dawn)
- 1989: Superboy (Fernsehserie, Folge 1x24 Hollywood)
- 1989: B.L. Stryker (Fernsehserie, Folge 2x01)
- 1989: Tödliches Trauma (Prime Suspect)
- 1990: Zorro – Der schwarze Rächer (Zorro, Fernsehserie, Folge 2x11)
- 1991: Daddy schafft uns alle (Evening Shade, Fernsehserie, Folge 1x13)
- 1991: Der beste Spieler weit und breit – Sein höchster Einsatz (The Gambler Returns: The Luck of the Draw, Fernsehfilm)
- 1992: Matlock (Fernsehserie, Folge 6x14)
- 1994: In der Hitze der Nacht (In the Heat of the Night, Fernsehserie, Folge 7x20)
- 1994: Blutige Vergeltung (Dead Man's Revenge, Fernsehfilm)
- 1994: Maverick – Den Colt am Gürtel, ein As im Ärmel (Maverick)
- 1995: Riders in the Storm
- 1995: Kung Fu – Im Zeichen des Drachen (Kung Fu: The Legend Continues, Fernsehserie, Folge 3x16)
- 1996: One West Waikiki (Fernsehserie, Folge 2x07)